# 10764 Рюбецаль
10764 Рюбецаль (10764 Rübezahl) — астероїд головного поясу, відкритий 12 жовтня 1990 року.
Тіссеранів параметр щодо Юпітера — 3,199.